# Peljidiyn Genden
Peljidiyn Genden  fue presidente de Mongolia desde el 29 de noviembre de 1924 al 15 de noviembre de 1927. Fue el segundo presidente de Mongolia. Reemplazó al primer presidente que había sido asesinado. Fue miembro del Partido Revolucionario del Pueblo Mongol, el partido único de 1924 a 1990.
Los lazos entre Stalin y Genden comenzaron a deteriorarse ya en 1934 cuando, en una reunión con Genden en Moscú , Stalin lo instó a destruir a los clérigos budistas de Mongolia. Le dijo al líder mongol que exterminara a más de 100.000 lamas de su nación , [8] a quienes Stalin llamó "los enemigos internos". Genden, un budista acérrimo, fue citado una vez diciendo: "En la tierra hay dos grandes genios: Buda y Lenin". En 1933, Genden declaró su intención de "no luchar contra la religión" y permitió a los lamas mongoles practicar su religión en público, desafiando directamente las órdenes de Stalin. [9]
Sospechando de una creciente dominación soviética en Mongolia, Genden pospuso activamente tanto un acuerdo bilateral de caballeros de 1934, en el que la URSS prometió proteger a Mongolia de una posible invasión, como el "Tratado de Amistad y Cooperación" de 1936 que permitía el estacionamiento de tropas soviéticas. en Mongolia. Genden esperaba evitar la dominación soviética explotando la tensión diplomática entre la URSS y Japón en beneficio de Mongolia, pero esta política resultaría más tarde su perdición cuando en 1936 surgieron acusaciones de que estaba trabajando del lado de los japoneses. [10] Genden también dudó sobre las recomendaciones de Stalin de elevar el comité de asuntos internos de Mongolia a un ministerio totalmente independiente y de aumentar el tamaño del ejército de Mongolia .
En diciembre de 1935, Genden fue llevado de regreso a Moscú, donde Stalin nuevamente lo reprendió por no seguir sus instrucciones en múltiples ocasiones. Más tarde, Genden, muy ebrio, regañó públicamente a Stalin en una recepción en la embajada de Mongolia , gritando "Maldito georgiano, te has convertido en un vil zar ruso". Luego, según se informa, Genden abofeteó a Stalin, rompió su pipa e insinuó que Mongolia estaba considerando una alianza con el Imperio de Japón . [11]
Fue depuesto, confinado y posteriormente ejecutado. Fue rehabilitado por el Colegio Militar de la Corte Suprema de la Unión Soviética en 1956, aunque su historia permaneció oculta hasta la revolución mongola de 1990.